# Манастир Грабово
Манастир Грабово је манастир који је подигнут на темељима старог манастира из 14. века. Налази се у у Епархије крушевачке, у селу Грабову у општини Ражањ,СПЦ.

## Историја
На овом месту литургија је служена 110 година пре открића Америке. Наиме, манастир је први пут подигнут у време кнеза Лазар, 1380. године, и задужбина је жупана Вукослава , оца војводе Црепа, у народним песмама опеваног Орловића Павла. А ова црква подигнута је на темељима два пута рушеног и обнављаног манастира.
Изграђен је мост и пут до манастира, пристигла је реплика јерусалимске иконе са полудрагим камењем и каменом са гроба мајке божије, па то олакшава и оплемењује рад и свештенику који овде обавља службу.